# Criquiers

Criquiers este o comună în departamentul Seine-Maritime, Franța. În 1 ianuarie 2022 avea o populație de 714 de locuitori.